# Arsène Garnier
Arsène Garnier, né le 21 juin 1822 à Saint-Pierre-de-Cresnay et mort le 12 septembre 1900 à Cuves, est un photographe français.

## Biographie

### Jeunesse
Arsène Garnier naît le 21 juin 1822 à Saint-Pierre-de-Cresnay dans une famille de paysans normands au village de la Gauterie. Relativement aisés, ses parents l’envoyèrent faire ses études au collège d’Avranches. Là, il se lia d’amitié avec un camarade qui l'initia à la photographie.
À la suite de ses études, le jeune Arsène voyagea jusqu’au nord de la Manche, puis s'embarqua vers les îles Anglo-Normandes et plus particulièrement à Guernesey.

### Le photographe
Arsène Garnier a installé définitivement son studio photographique en 1848 dans la capitale de Guernesey, Saint-Peter-Port, au 3, St-James-Street, comme le montrent les versos de nombreuses photographies.
S'il a produit des daguerréotypes en début de carrière, c'est surtout grâce aux photographies carte-de-visite qu'il a pu vivre lucrativement de son art.
Désireux de rendre encore plus réaliste son travail, il mit au point en 1855, un procédé de coloriage des clichés appelé « photokérographie coloriée » qu'il fit breveter en France, en Angleterre et en Belgique.
Dans l’exposé de son invention, nécessaire pour l’obtention du brevet, Arsène Garnier décrit son invention en ces mots : « L'invention dont le titre précède consiste à donner aux épreuves de photographie ordinaire l'apparence et le coloris de la peinture sans qu'il soit possible de distinguer les coups de pinceau, qui déparent toutes les œuvres photographiques, que l'on a faites jusqu'à ce jour. ».
L'Institut national de la propriété industrielle (INPI), conserve dans sa base de données, la description complète du système de photokérographie coloriée.

### L’ami de Victor Hugo
Arsène Garnier rencontra Victor Hugo en 1866. Les deux hommes nouèrent une complicité réelle qui fit d’Arsène Garnier l’hôte récurrent d'Hauteville House.
Il put témoigner de la vie du poète exilé à Guernesey de 1855 à 1870. Il évoqua ses souvenirs à l’occasion d’une contribution à la Revue de l’Avranchin, passant d’anecdotes triviales à des portraits d’Hugo : « Victor Hugo avait à cette époque 60 ans, et il les portait avec une telle verdeur qu’un physionomiste habile ne lui aurait pas donné cet âge. La barbe, presque toute blanche, qui encadrait son visage, donnait à sa physionomie un air de grandeur caractéristique. Elle en faisait ressortir la noblesse et la profondeur. Les cheveux étaient aussi très blancs ; seule, par un capricieux effet de la nature, sa moustache était restée noire. Sa mise était toujours des plus simples ; en voyant ses vêtements, on sentait combien peu l’extérieur lui importait ; néanmoins, en dépit de cette simplicité, personne n’a jamais donné comme lui l’idée nette et réelle d’un grand seigneur. »
Les mots d’Arsène apprennent également que Victor Hugo aimait les chiens. Il possédait lui-même un lévrier sur le collier duquel il avait fait graver des vers de son inspiration : « Je voudrais que quelqu’un chez moi me ramenât. Ton maître ? Hugo. Ton état ? Chien. Ton nom ? Sénat. »

### Le photographe de Victor Hugo
Dès 1852, Victor Hugo avait organisé un atelier de photographie à Jersey avec Auguste Vacquerie et Charles Hugo pour contribuer à sa notoriété de poète proscrit. À l’instar de photographes contemporains comme Edmond Bacot ou Étienne Carjat, Arsène Garnier entretint avec Hugo une passion commune pour la photographie. Les portraits de Victor Hugo prises par Arsène Garnier ne sont pas rares et immortalisent des tranches de vie en témoignant de l’exil hugolien à Guernesey à partir de 1866, sans toutefois retrouver le souffle romantique qui caractérisait certains clichés de l'atelier de Jersey.
Des mémoires rédigées par le critique Paul Stapfer relatent de façon anecdotique qu’une troupe de comédiens avait annoncé son arrivée à Guernesey pour y jouer la pièce Hernani. Victor Hugo ne manqua pas l’occasion de les inviter à Hauteville House et de faire glisser dans la serviette de table de chacun de ses convives, un portrait de lui pris par Arsène Garnier, également convié aux festivités.
Arsène Garnier est également l’auteur de plusieurs photographies de Victor Hugo entouré de ses proches. Véritable immersion dans l’intimité de l’intellectuel, ces portraits lèvent le voile sur un homme tendre et protecteur. Ami proche, il laissa même le photographe immortaliser les traits vieillissants de sa maîtresse Juliette Drouet.

Photographies par Arsène Garnier
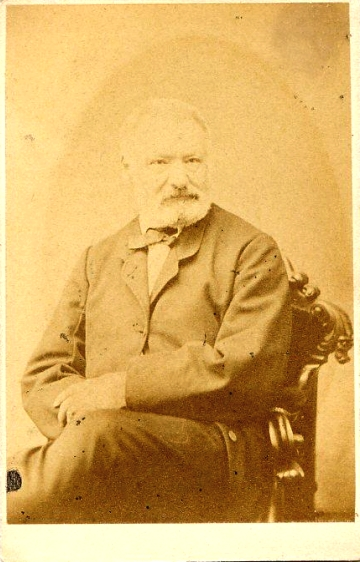
Portrait de Victor Hugo (1866).
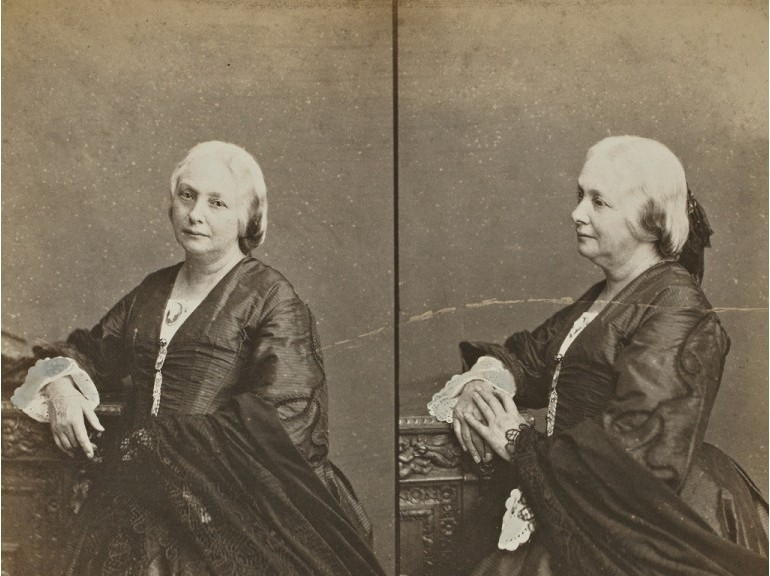
Double portrait de Juliette Drouet (1868).
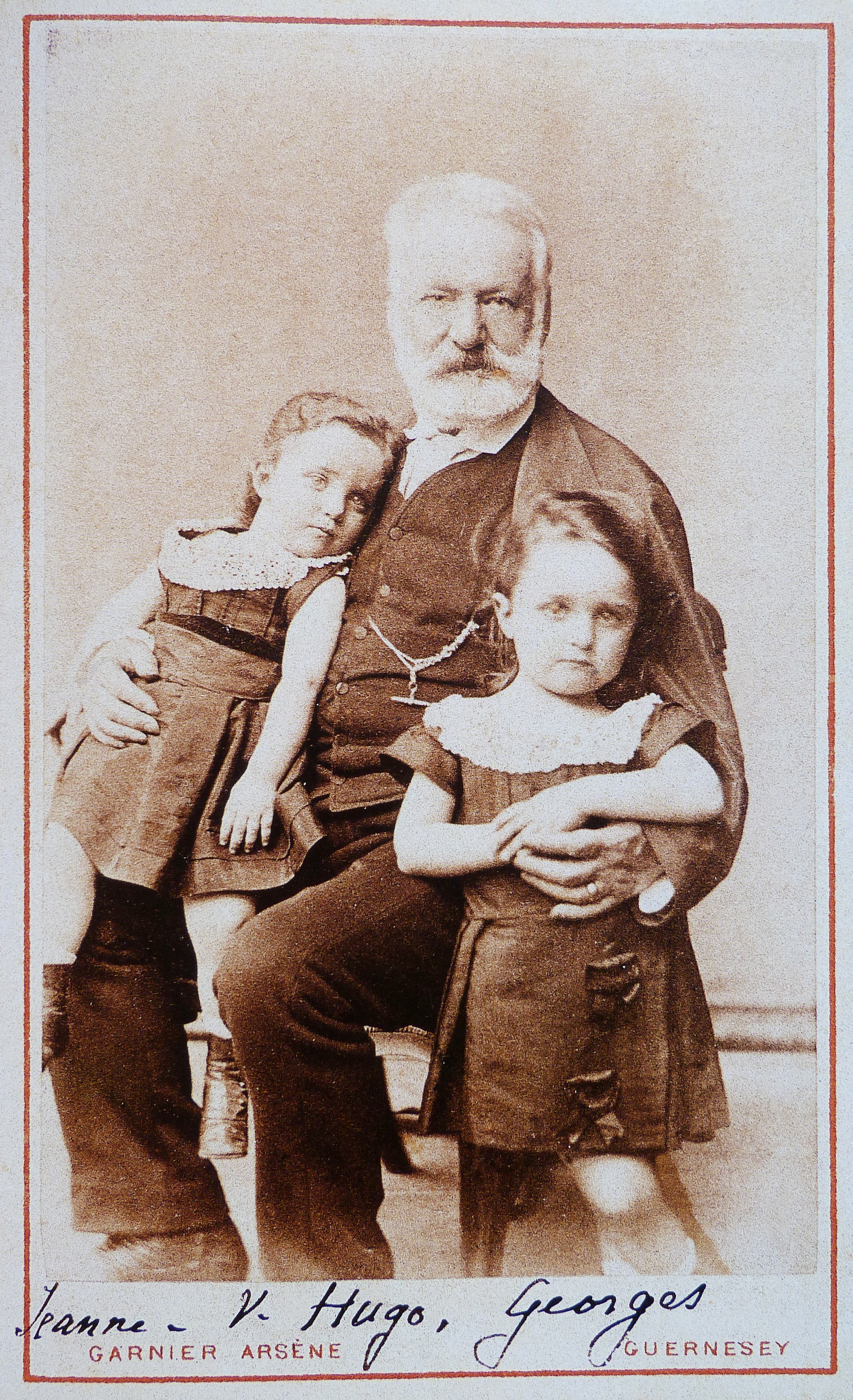
Victor Hugo, Georges et Jeanne (1872).

### Dernières années à Cuves
Si c’est bien durant son long séjour à Guernesey qu’Arsène prit goût à mener une vie de grand train, c’est à Cuves, à la fin des années 1870, qu’il se construisit une maison cossue au lieu-dit de la Noblerie. La bâtisse, toujours visible, est ceinte de deux bâtiments symétriques qui à l’origine étaient surmontés de deux verrières où Arsène Garnier s’adonnait à la photographie et à l’astronomie ; des passions qui lui valurent le surnom de « Garnier l’Artiste ».
La Noblerie devint le lieu de rendez-vous de nombreux notables locaux. Arsène Garnier y abritait toute sa collection d’objets rares et précieux, parmi lesquels des souvenirs de Victor Hugo et une collection de près de 12 000 ouvrages exposés dans sa galerie aux côtés de ses nombreux portraits.
Après avoir survécu à sa femme et à ses deux filles, Arsène Garnier mourut le 12 septembre 1900 dans sa maison de la Noblerie. Il est inhumé dans le cimetière de Cuves.

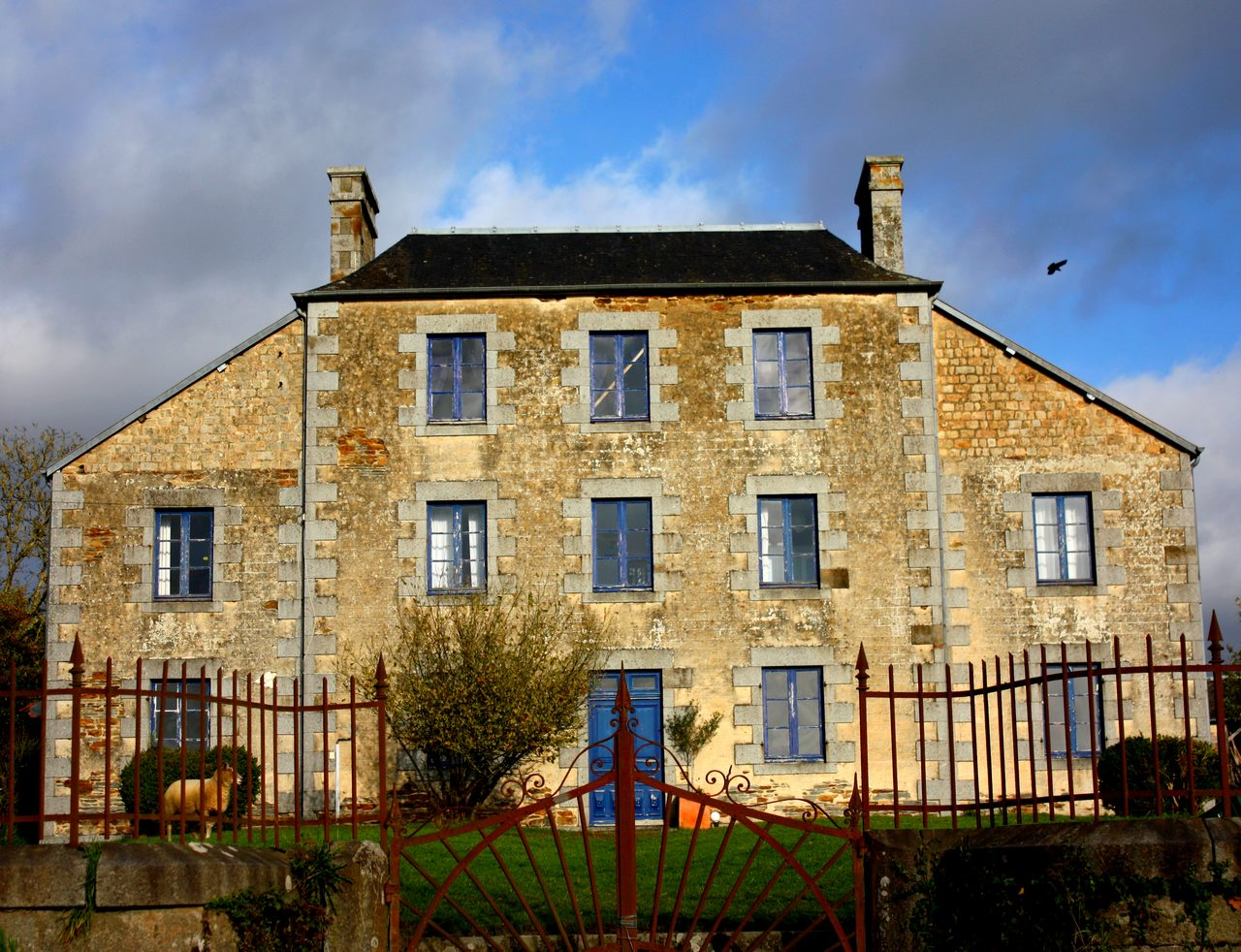
Maison d'Arsène Garnier à la Noblerie.
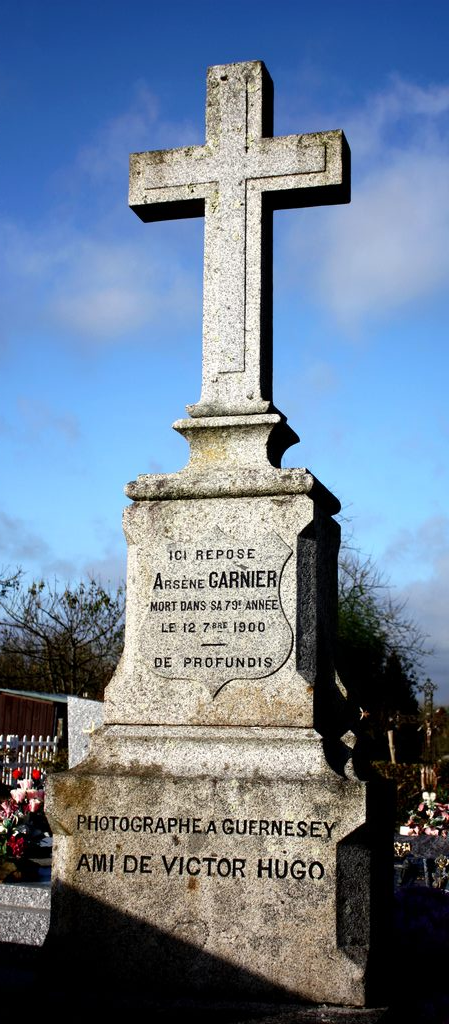
Tombe d'Arsène Garnier au cimetière de Cuves.